# SCImago Institutions Rankings
SCImago Institutions Rankings (SIR) ― глобальный рейтинг научных учреждений, публикуемый с 2009 года группой SCImago ― научно-исследовательской организации, базирующейся в Испании, в которую входят члены Высшего совета по научным исследованиям (CSIC) из Гранадского университета, Мадридского университета имени Карла III, Университета Алькалы, Университета Эстремадуры и других крупных образовательных учреждений Испании.
Рейтинг поделён на пять разделов: правительство, здравоохранение, высшее образование, частное и другое. Для каждого из них проводятся оценки в таких областях, как результаты исследований, уровень развития международное сотрудничество, нормализованный импакт и количество публикаций.
Согласно данным 2020 года, наивысшие позиции среди российских образовательных и научно-исследовательских учреждений в рейтинге занимает МГУ им. Ломоносова (584 место).

## Индикаторы
Индикаторы разделены на три группы, предназначенные для отражения научных, экономических и социальных характеристик институтов. SIR включает в себя как показатели, зависящие от размера институтов, так и независимые от него. Таким образом, SIR предоставляет общую статистику научных публикаций и другой научной продукции учреждений, что позволяет проводить сравнения между учреждениями разных размеров. Следует иметь в виду, что после того, как окончательный показатель рассчитывается из комбинации различных показателей (которым был присвоен другой вес), полученные значения нормализуются по шкале от 0 до 100.